# Apochinomma constrictum
Apochinomma constrictum là một loài nhện trong họ Corinnidae.
Loài này thuộc chi Apochinomma. Apochinomma constrictum được Eugène Simon miêu tả năm 1896.